# بیرکنهایده
بیرکنهایده (به آلمانی: Birkenheide) یک شهر در آلمان است که در راین-پفلاتس-کرایس واقع شده‌است. بیرکنهایده ۳٬۲۱۰ نفر جمعیت دارد.